# English National League
Pour les articles homonymes, voir ENL.
L'English National League est une ancienne ligue de hockey sur glace d'Angleterre. Elle est fondée en 1935 par la plupart des équipes de la Ligue anglaise. Elle est suspendue durant la Seconde Guerre mondiale, mais recommence en 1946. En 1954, la ligue fusionne avec la Scottish National League pour former la British National League.

## Champions
- 1936 : Wembley Lions
- 1937 : Wembley Lions
- 1938 : Harringay Racers
- 1939 : Harringay Greyhounds
- 1940 : Harringay Greyhounds
- 1947 : Brighton Tigers
- 1948 : Brighton Tigers
- 1949 : Harringay Racers
- 1950 : Streatham Redskins
- 1951 : Nottingham Panthers
- 1952 : Wembley Lions
- 1953 : Streatham
- 1954 : Nottingham Panthers